# Jack Micheline
Jack Micheline (6. november 1929 – 27. februar 1998) var amerikansk maler og digter. Hans navn er synonymt med gadekunstnere, undergrundsforfattere og "lovløse" digtere. Han var som en af de oprindelige beatdigtere aktiv under San Francisco-renæssancen i 1950'erne og 1960'erne.
Oprindeligt hed han Harold Martin Silver, men dannede sit pseudonym som en blanding af forfatteren Jack London og moderens pigenavn. Han flyttede til Greenwich Village i 1950'erne, hvor han som gadedigter var inspireret af Harlems blues- og jazzrytmer. Han levede på kanten af fattigdom og skrev om ludere, narkomaner, arbejderklassen og de fattige. I 1957 udgav Troubadour Press hans første bog, River of Red Wine med forord af Jack Kerouac. Micheline flyttede til San Francisco i begyndelsen af 1960'erne, hvor han boede resten af livet. 
Selvom han som digter regnes som en del af beatgenerationen, så betegnede han selv beatbevægelsen som et resultat af en gang mediesvindel, og han hadede at blive kategoriseret som beatdigter. Han var også maler og arbejdede primært med gouache i en selvlært primitiv stil, han havde opsnappet i Mexico City.